# Acción del 28 de noviembre de 1751
La acción del 28 de noviembre de 1751 fue un combate naval durante los conflictos hispano-berberiscos, librado cerca del cabo de San Vicente entre un escuadrón español de dos navíos de línea a las órdenes del capitán Pedro Fitz-James Stuart y un escuadrón argelino de iguales fuerzas. Los barcos de Fitz-James Stuart persiguieron a uno de los bajeles corsarios y lograron forzarlo a rendirse después de un feroz intercambio de proyectiles. Aquel quedó severamente dañado y tuvo que ser echado a pique, pero su tripulación superviviente y cincuenta esclavos cristianos fueron rescatados y llevados a bordo del buque insignia del capitán español.

## Antecedentes
En el contexto de la paz general alcanzada por la firma del Tratado de Aquisgrán de 1748, el Marqués de la Ensenada mandó organizar dos divisiones navales con el objetivo de luchar contra los corsarios berberiscos, y evitar así que la Armada Española permaneciese ociosa. Ambas divisiones fueron enviadas a patrullar la costa de la Berbería, donde frecuentemente sufrían pillaje galeotas y otros barcos de menor calado, pero no tuvieron lugar acciones significativas hasta noviembre de 1751.

## La batalla

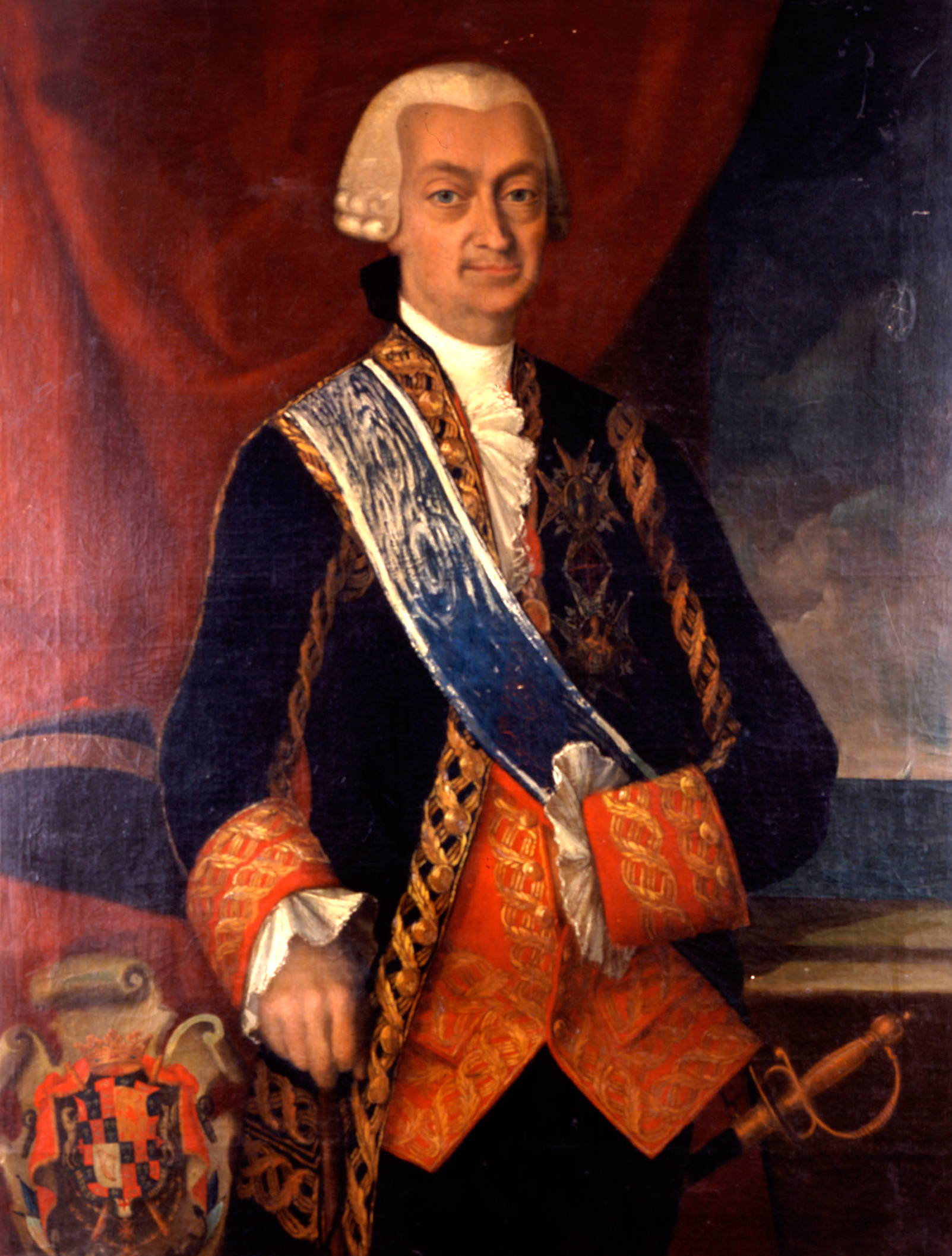
Pedro Fitz-James Stuart

El 28 de noviembre, mientras navegaba cerca del cabo de San Vicente al mando de los navíos de línea de 60 cañones Dragón y América, el capitán Pedro Fitz-James Stuart avistó dos navíos de corso de la Regencia de Argel, a 52 leguas del cabo. Eran el Castillo Nuevo, de 54 cañones, y el Danzik, de 60 cañones y buque insignia de la flota argelina, gobernado por el arráez Mohammed Chirif. Fitz-James Stuart hizo una aproximación para inspeccionarlos a las 5 de la tarde, y el Danzik respondió enarbolando la bandera argelina y abriendo fuego contra su barco insignia, el Dragón, pero tratando a la vez de evitar el combate virando hacia el suroeste. El Castillo Nuevo, sin embargo, aprovechó la oportunidad para huir.
El Danzik fue perseguido durante un día, zafándose con éxito el arráez argelino gracias al barlovento, que impedía a los barcos españoles abrir las puertas de sus cañoneras. Sin embargo, sufrió daños en sus aparejos y velas, al igual que el Dragón. Por un momento Chirif arrió su pabellón, pero obligado por su marinería tuvo que volver a izarlo, de manera que ambos bandos reanudaron la refriega hasta el atardecer, cuando desistieron de seguir peleando con la mar agitada.
Al día siguiente los españoles volvieron al ataque, infligiendo fuertes pérdidas humanas al Danzik y causándole daños irreparables. Las bajas en el lado español ascendieron a solo 3 muertos y 25 heridos, unos números insignificantes en comparación a los 194 muertos y cerca de 90 heridos en la nave argelina que, gravemente deteriorada, fue rendida y tuvo que ser incendiada después de que fuesen trasladados a bordo del Dragón sus 320 tripulantes ahora prisioneros, entre los que estaban Chirif, los heridos durante la batalla y 50 cautivos cristianos rescatados, en su mayoría neerlandeses.

## Consecuencias
A pesar de esta derrota y algunas otras más, como el hundimiento de tres jabeques cerca de Benidorm en 1755 o la captura del Castillo Nuevo siete años más tarde el 10 de junio de 1758 en la batalla del cabo de Palos, los corsarios berberiscos continuaron amenazando el tráfico comercial en el Mediterráneo occidental hasta la guerra hispano-argelina de 1786, cuando dos expediciones españolas a las órdenes del almirante Antonio Barceló bombardearon Argel, ocasionando cuantiosas pérdidas. Solo entonces el dey de Argel accedió a interrumpir el corso, siendo imitado por el dey de Túnez en 1791.